# إنريكي بولانيوس
إنريكي خوسيه بولانيوس جيير (Enrique José Bolaños Geyer؛ ولد في 13 مايو 1928، في ماسايا) كان رئيس نيكاراغوا من عام 2002 حتى 2007. بولانيوس من أصول إسبانية وألمانية، تلقى تعليمه في الولايات المتحدة الأمريكية، وتخرج في جامعة سانت لويس في عام 1962.
كان معارضاً بشكل علني حكومة حزب ساندينيستا (FSLN) في العقد 1980. خدم بولانيوس كنائب للرئيس السابق له أرلوندو أليمان. استطاع التفوق على دانييل أورتيغا في الانتخابات في 4 نوفمبر 2001، وأصبح رئيساً لنيكاراغوا في 10 يناير 2002. كان أحد أعضاء الحزب الليبرالي الدستوري (PLC) ثم أصبح من أعضاء حزب التحالف من أجل الجمهورية (APRE).

## روابط خارجية
- إنريكي بولانيوس على موقع الموسوعة البريطانية (الإنجليزية)
- إنريكي بولانيوس على موقع مونزينجر (الألمانية)
- إنريكي بولانيوس على موقع إن إن دي بي (الإنجليزية)

| سبقه أرلوندو أليمان | رؤساء نيكاراغوا 2002 - 2007 | تبعه دانييل أورتيغا |